# Gorges des Gâts
Les gorges des Gâts sont un site naturel situé en France, dans la partie orientale du département de la Drôme, essentiellement sur le territoire de la commune de Glandage mais en limite de celui de Chatillon-en-Diois, dans la région naturelle du Diois. Ce défilé est également situé dans la zone du parc naturel régional du Vercors.

## Toponymie
Les Gâts peut désigner un terrain inculte ou désert depuis le latin vastare qui signifie « ravager, dévaster ». Ce terme peut également être une variante en langue d'oc du français « gué » (voir étymologie de Le Gua (Isère)).

## Géographie

### Situation et description
Les gorges ont été formées par le ruisseau des Gâts, un affluent du Bez. Elles sont bordées par la route qui permet de relier Châtillon-en-Diois à Glandage.
L'entrée des gorges est marquée par le pont de la Vière (sur la Bez) situé sur la RD539 en direction du bourg de Glandage.

### Relief et géologie
Au fil des temps géologiques ces gorges ont été taillées dans des calcaires turoniens plus épais et plus massifs qu’à Pommerol et restent remarquables en raison de leur encaissement se présentant sous la forme de canyons sombres et profonds comme le Rio Sourd.

## Patrimoine industriel et naturel

### Patrimoine industriel
L'usine des forces motrices des Gâts date des années 1930. Elle est située au confluent des torrents de Glandage et de Borne sur la route départementale .

### Patrimoine naturel
La ZNIEFF no 820030173 recouvre le secteur des Gorges des Gâts et la forêt du Sapet, essentiellement constituées de frênes et d'aulnes. Selon la liste de l'inventaire national du patrimoine naturel (INPN), cette zone abrite des castors (Castor fiber Linnaeus), des cerfs élaphes (Cervus elaphus), des chauves souris (Miniopterus schreibersii, Myotis emarginatus et Rhinolophus ferrumequinum) en raison de la présence de grottes, des musaraignes (Neomys fodiens), ainsi que de nombreuses espèces d'oiseaux.